# گوینا گورا
گوینا گورا (به صربی: Gojna Gora) یک روستا در صربستان است که در ناحیه موراویتسا واقع شده‌است. گوینا گورا ۷۳۵ نفر جمعیت دارد.